# Eppinger Volksbote

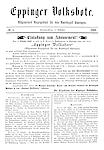
Titelseite Eppinger Volksbote vom 1. Oktober 1868

Der Eppinger Volksbote, mit dem Untertitel Allgemeines Anzeigeblatt für den Amtsbezirk Eppingen, war eine von 1868 bis 1911 im badischen Eppingen erscheinende Zeitung.
Am 1. Oktober 1868 gründete der Buchdrucker Friedrich Reuter, Bürger von Mosbach, den Eppinger Volksboten, da es bisher in der Amtsstadt Eppingen keine eigene Zeitung gab. Im Jahr 1872 übernahm Carl Jacob Gilliard, Buchdrucker und Bürger in Heidelberg, die Zeitung.
Der Eppinger Volksbote wurde bald zum Amtsblatt des Amtsbezirkes Eppingen, das heißt alle amtlichen Mitteilungen der Gemeinden, des Bezirksamtes und anderer staatlicher Ämter wurden dort veröffentlicht.
Nachdem 1897 die Eppinger Zeitung gegründet wurde, warben gleich zwei Zeitungen um die Gunst der Leser im Raum Eppingen. Der letzte Besitzer Johann Georg Funk (* 4. August 1855), Buchdruckereibesitzer, schloss die Zeitung im Jahr 1911.